# Croton incisus
Espèce
Croton incisus est une espèce de plantes à fleurs du genre Croton et de la famille des Euphorbiaceae présente à l'est de Madagascar.
Il a pour synonyme :
- Oxydectes incisa (Baill.) Kuntze